# ヴォルゴグラード・メトロトラム

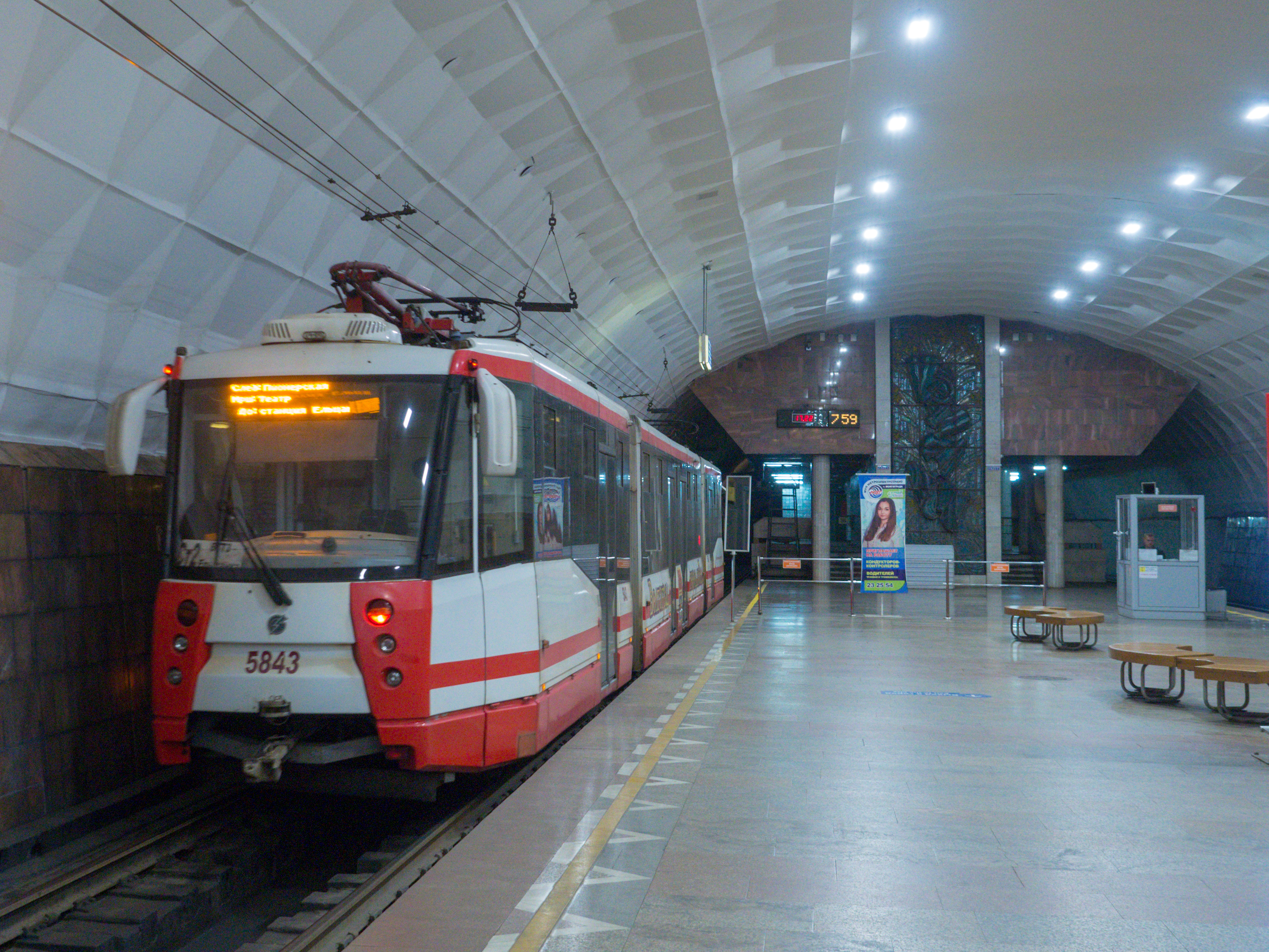
ヴォルゴグラード・メトロトラム

ヴォルゴグラード・メトロトラム（ロシア語: Волгоградский скоростной трамвай）は、ロシア連邦のヴォルゴグラードにあるライトレールである。

## 概要
西ドイツのシュタットバーンの影響を受けたライトレール（ソ連・ロシアでの呼称は「高速路面電車」）である。都市の急速な発展に伴い公共交通機関の需要が高まっていたがヴォルゴグラードの人口規模がソ連におけるフル規格地下鉄の建設基準となる100万人に満たず、またフル規格の地下鉄建設には莫大な資金が必要なため、路面電車の路線の混雑が激しい区間のみ地下化して営業を続け、利用者の増加に合わせて地下区間を増やしていくという手法である。駅部は将来の全線地下鉄化に備えて地下鉄の規格で造られている。
ソ連時代の1984年11月5日に最初の区間（Тракторный завод - Пионерская）が開業した。2011年12月にПионерская - Ельшанка間が延伸され、現在は2路線17.1kmから成る。

## 路線
下記の22駅からなる。駅名は共産主義色の強いものが多く残っている。このうち、Площадь Ленина駅、Комсомольская駅、Профсоюзная駅、Театр Юного Зрителя駅、Ельшанка駅の5駅は地下駅である。また、1駅は高架駅となっている。
- Тракторный завод（Traktornyy Zavod、トラクター工場駅）
- Хлебозавод（Khlebozavod、パン工場駅）
- Водоотстой（Vodootstoy、ヴァダアツトイ駅）
- Больница Ильича（Bol’nitsa Il’icha、イリイチ病院駅）
- Баррикады（Barrikady、バリケード工場駅）
- Школа 31（Tridtsat' Pervaya Shkola、第31学校駅）
- Стадион «Монолит»（Stadion "Monolit"、「モノリス」競技場駅）
- Завод «Красный Октябрь»（Zavod "Krasnyy Oktyabr’"、「十月革命」記念鉄鋼工場駅）
- Улица 39-й Гвардейской Дивизии（Tridtsat' Devyataya Gvardeyskaya、第39師団通り駅）
- Площадь Возрождения（Ploshchad’ Vozrozhdeniya、復活広場駅）
- Дворец спорта（Dvorets Sporta、体育会館駅）
- Мамаев курган（Mamayev Kurgan、ママエフ・クルガン駅）
- Центральный стадион（Tsentral’nyy Stadion、中央競技場駅）
- Центральный парк культуры и отдыха（ЦПКиО、Tsentral’nyy Park Kul’tury i Otdykha、文化と休息の中央公園）
- Европа（Yevropa、ヨーロッパ駅）
- Площадь Ленина（Ploshchad’ Lenina、レーニン広場駅）
- Комсомольская（Komsomol’skaya、コムソモール通り駅）
- Пионерская（Pionerskaya、ピオネルスカヤ駅）
- Площадь Чекистов（Ploshchad’ Chekistov、チェキスト広場駅）
- Профсоюзная（Profsoyuznaya、労働組合駅）
- Театр Юного Зрителя（ТЮЗ、Teatr Yunogo Zritelya、青年観客劇場駅）
- Ельшанка（Yel’shanka、イルシャーンカ駅）

## 参照
1. 1 2 3 4  ヴォルゴグラードの路面電車はなぜ地下を走っているのか？ - ロシア・ビヨンド（2024年5月6日）、2024年5月6日閲覧
2. ↑  Volgograd at UrbanRail.net